# كيد توماس فالنتاين
كيد توماس فالنتاين (بالإنجليزية: Thomas "Kid Thomas" Valentine)‏ هو قائد فرقة ‏ وعازف جاز أمريكي، ولد في 3 فبراير 1896 في نيو أورلينز في الولايات المتحدة، وتوفي في 18 يونيو 1987.

## وصلات خارجية
- كيد توماس فالنتاين على موقع IMDb (الإنجليزية)
- كيد توماس فالنتاين على موقع ميوزك برينز (الإنجليزية)
- كيد توماس فالنتاين على موقع أول ميوزيك (الإنجليزية)
- كيد توماس فالنتاين على موقع أول ميوزيك (الإنجليزية)
- كيد توماس فالنتاين على موقع ديسكوغز (الإنجليزية)
- كيد توماس فالنتاين على موقع قاعدة بيانات الفيلم (الإنجليزية)